# 托里尔德·奥尔松
托里尔德·奥尔松（瑞典語：Thorild Olsson，1886年11月26日—1934年3月19日），瑞典男子田径运动员，主攻中长跑。他曾代表瑞典参加1912年夏季奥林匹克运动会田径比赛，获得男子3000米团体赛银牌。